# Jülich
Jülich (pronunciación en alemán: /ˈjyːlɪç/ⓘ) es una ciudad de tamaño medio en el distrito de Düren, en el estado federado de Renania del Norte-Westfalia, en Alemania. Jülich es conocida por su centro de investigación mundialmente famoso, el Forschungszentrum Jülich.

## Geografía
Jülich está situada en el valle del Rur a orillas del río Rur. La ciudad limita al norte con la ciudad de Linnich, al nordeste con la municipalidad de Titz, al sudeste con el municipio de Niederzier, al sur con la municipalidad de Inden y al oeste con la municipalidad de Aldenhoven. Sus dimensiones máximas son de 13,3 km de este a oeste y de 10,9 km de norte a sur. El punto más alto de Jülich es Bourheim, que está a 110 m sobre el nivel del mar (a excepción de  Sophienhöhe, una amplia montaña artificial formada por descargas de una cercana mina de lignito a cielo abierto, la Tagebau Hambach); el punto más bajo es de 70 m sobre el nivel del mar y se encuentra en el barrio de Barmen.

## Barrios
La ciudad de Jülich comprende 16 barrios:
- Centro de la Ciudad
- Altenburg
- Barmen
- Bourheim
- Broich
- Daubenrath
- Güsten
- Kirchberg
- Koslar
- Lich-Steinstraß
- Mersch
- Merzenhausen
- Pattern
- Selgersdorf
- Stetternich
- Welldorf (que incluye Serrest)

## Historia

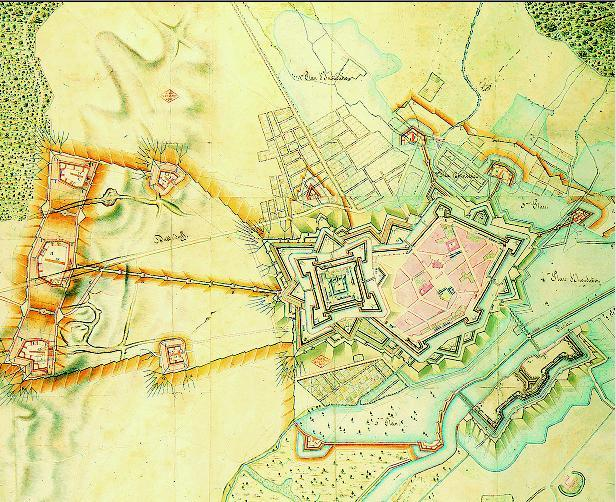
Extensión máxima de la fortificación francesa de Jülich.

Jülich se menciona por primera vez en tiempo de los romanos como Juliacum, al lado de una carretera que atravesaba el valle del Rur. Los condes y duques de Jülich extendieron su influencia durante la Edad Media y concedieron el título de ciudad a Jülich en 1234 (Conde Wilhelm IV). Durante las batallas con el Arzobispado de Colonia, Jülich fue destruida en 1239. En 1416, a la ciudad se le concedió la independencia fiscal por el duque Rainald de Jülich-Geldern. Como consecuencia de un incendio en 1547, la ciudad fue reconstruida como una ciudad ideal, al estilo del Renacimiento, bajo la dirección del arquitecto Alessandro Pasqualini.
Posteriormente, el ingeniero militar francés Sébastien le Prestre de Vauban visitó la ciudadela de Jülich, mereciendo sus elogios.
Cuando la línea de la familia ducal se extinguió en 1609 con la muerte de Juan Guillermo de Jülich-Cléveris-Berg, La ciudad fue ocupada por las tropas de las Provincias Unidas en 1610. En un asedio posterior fue tomada por España en 1622 hasta su devolución al católico Felipe Guillermo de Neoburgo en 1660. Más tarde, la ciudad perteneció al Palatinado (1685) y a Baviera (1777).
De 1794 a 1814, Jülich fue parte de Francia con el nombre de Juliers. Los franceses añadieron la cabeza de puente napoleónica a las fortificaciones. En 1815, Jülich pasó a ser una fortaleza prusiana y una ciudad del distrito. Las fortificaciones fueron demolidas en 1860.
El 16 de noviembre de 1944, durante la (Segunda Guerra Mundial), el 97% de Jülich fue destruido durante el bombardeo aliado, ya que se consideró era uno de los principales obstáculos para la ocupación de la cuenca del Rin, a pesar de que las fortificaciones de la ciudad, la cabeza de puente y la ciudadela habían quedado obsoletos desde hacía mucho tiempo. De 1949 a 1956, el centro de la ciudad fue reconstruido siguiendo los planos de la ciudad del Renacimiento.
En 1998, tuvo lugar en Jülich la feria estatal del jardín. Con este motivo, se realizó una restauración extensiva de las fortificaciones de la cabeza de puente y fue posible crear un gran parque de atracciones, el parque de la cabeza de puente.
Hoy, Jülich es conocida principalmente por su centro de investigación mundialmente famoso (fundado en 1956) y el campus satélite de la Fachhochschule Aachen (fundada en 1970). El monumento distintivo de la ciudad es la Torre de la Bruja.

## Demografía

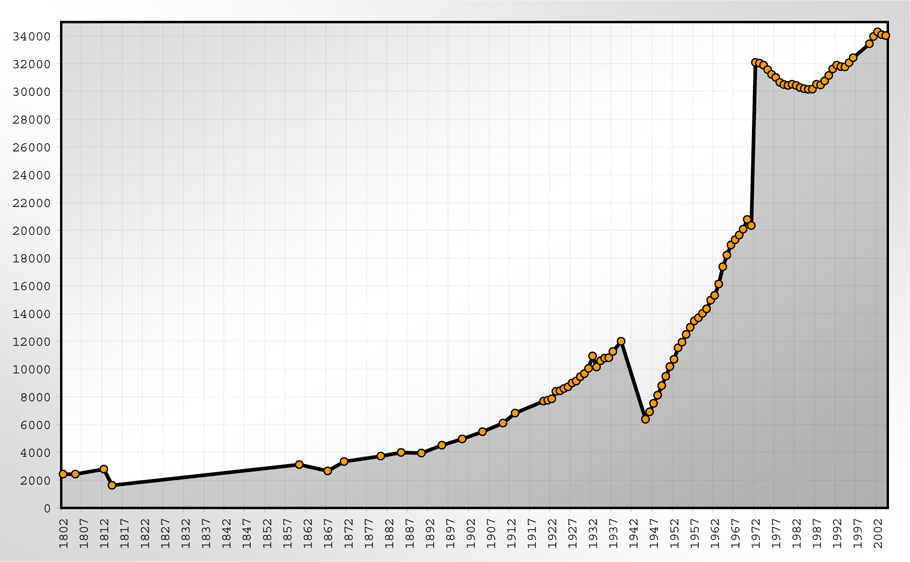
Crecimiento de la población de Jülich desde 1800.

| Demografía histórica |           |  |            |           |  |            |           |
| Año                  | Población |  | Año        | Población |  | Año        | Población |
| 300                  | 1.500     |  | 1860       | 3.119     |  | 12/31 1960 | 14.339    |
| 1533                 | 1.300     |  | 1900       | 4.964     |  | 12/31 1970 | 20.778    |
| 1647                 | 1.300     |  | 1920       | 7.688     |  | 12/31 1980 | 30.433    |
| 1735                 | 1.520     |  | 1931       | 10.051    |  | 12/31 1990 | 31.149    |
| 1795                 | 2.025     |  | 1939       | 12.000    |  | 12/31 2000 | 33.434    |
| 1802                 | 2.429     |  | 12/31 1951 | 10.182    |  | 12/31 2004 | 34.022    |

## Hermanamientos de la ciudad
Desde 1964, Jülich está hermanada con la ciudad francesa de Haubourdin en el departamento del Norte.

## Comunicaciones
- Autopista A4 (Intercambiador de Düren / Jülich)
- Autopista A44
  - (Jülich Ost (Este)/ Intercambiador de Mersch)
  - (Jülich West (Oeste)/ Intercambiador de Koslar)
- Rurtalbahn, literalmente el Ferrocarril del Valle de  Rur  (Linnich - Jülich - Düren - Heimbach)

## Cultura y monumentos

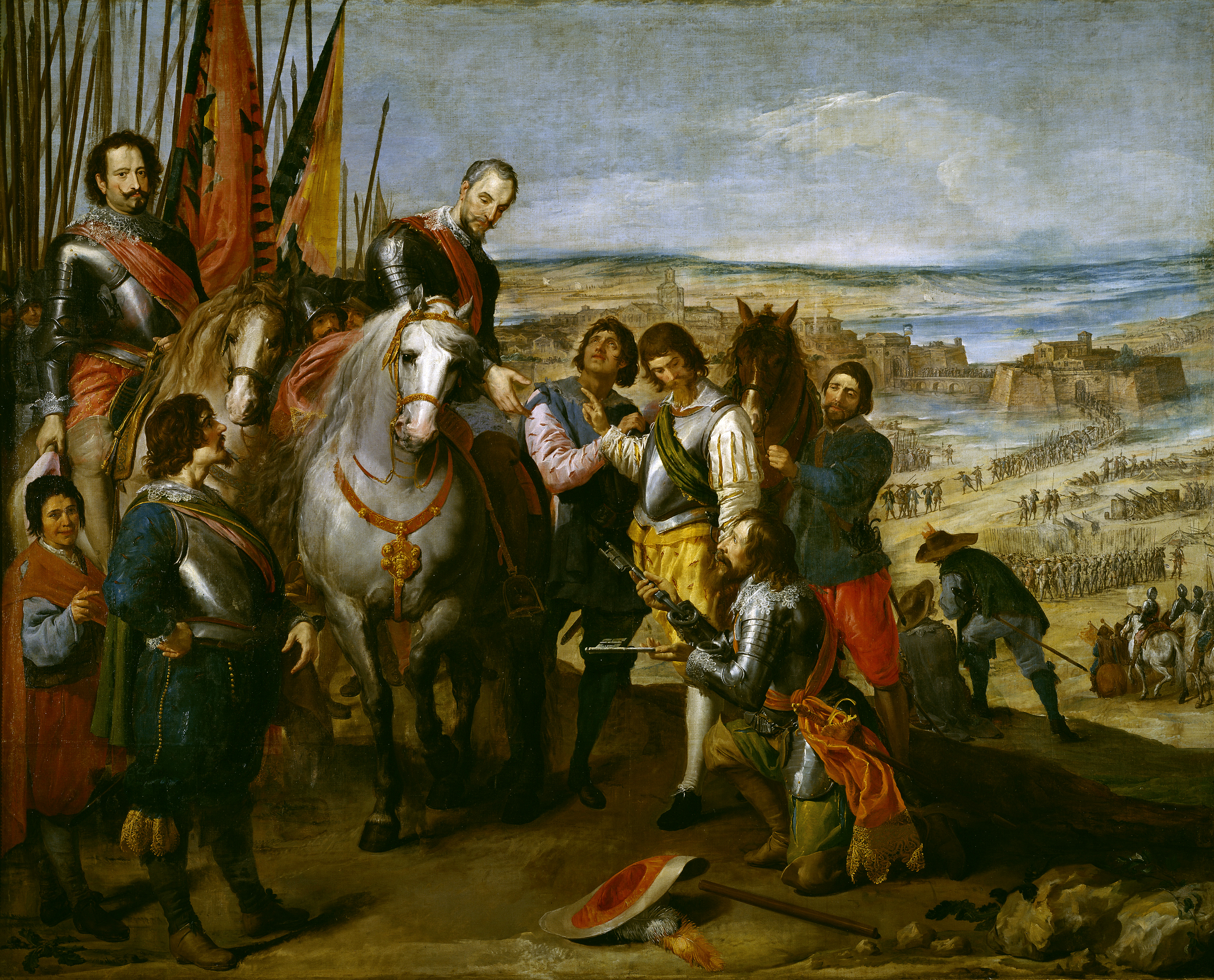
La rendición de Juliers, obra de Jusepe Leonardo.

### Museos
- Museo de Historia de la Ciudad

### Edificios
Especialmente notables:
- la Torre de la Bruja (Hexenturm)
- la Ciudadela
- la cabeza de puente napoleónica
- La iglesia de Asunción de María
- la Aachener Tor (literalmente, la Puerta de Aquisgrán)
- torres aéreas de la emisora de radio de onda corta

### Instalación de emisora de radio de onda corta
En 1956 la cadena WDR inauguró el primer transmisor de onda corta cerca del barrio de Mersch. En los años siguientes se ampliaron las instalaciones, En 1 de septiembre de 1961 se hizo cargo de ellas el correo federal alemán para establecer el servicio de emisiones exteriores, "Deutsche Welle". Con el tiempo llegaron a instalarse 10 transmisores de 100 kilovatios, para lo cual se instalaron una serie de enormes antenas dipolo entre los marcos de sólidas torres de acero. Hoy estos transmisores están alquilados mayormente a organizaciones de difusión no alemanas. En los años 90 en el mismo lugar de la instalación de onda corta se instaló otra planta de emisión para onda media, que utiliza un largo cable de antena que está conectado a una de las torres. La intención era utilizarlo para la transmisión del programa de radio Viva en la frecuencia de 702 kHz, pero nunca entró en servicio regular a través de este emisor.
Desde el 6 de diciembre de 2005, la emisora de onda media es utilizada por "TruckRadio", una emisora comercial alemana.

### Diversos
Los relicarios de Christina von Stommeln.

### Deportes
Los equipos deportivos más conocidos de Jülich son el TTC Jülich (tenis de mesa, que compite en la Liga Federal y el SC Jülich 1910, un club amateur de fútbol que ganó el Campeonato Nacional Alemán de Aficionados de los años 1969, 1970 y 1971.

## Literatura
- Guido von Büren (Hrsg.): Jülich Stadt - Territorium - Geschichte, 2000, ISBN 3-933696-10-7
- Ulrich Coenen: Von Juliacum bis Jülich. Die Baugeschichte der Stadt und ihrer Vororte von der Antike bis zu Gegenwart, 2. Aufl., Aquisgrán 1989. ISBN 3-925714-17-0
- Ulrich Coenen: Stadt Jülich = Rheinische Kunststätten, Heft 368, Neuss 1991. ISBN 3-88094-696-5
- Conrad Doose/Siegfried Peters: Renaissancefestung Jülich, 1998, ISBN 3-87227-058-3
- Ulrich Eckardt/Wolfgang Hommel/Werner Katscher: Flug über Jülich, 2003, ISBN 3-87227-076-1
- Wolfgang Hommel: Stadtführer Jülich, 1998, ISBN 3-87227-065-6
- Wolfgang Hommel: Jülich im Aufbruch - Landesgartenschau und Stadtentwicklungsprogramm Jülich '98, 1998, ISBN 3-87227-098-2
- Dr. Erwin Fuchs/Wolfgang Hommel: Die Jülicher und ihre Wurzeln, 1997, ISBN 3-87227-063-X
- Eva Behrens-Hommel: Sagen und Überlieferungen des Jülicher Landes, 1996, ISBN 3-87227-061-3
- Eva Behrens-Hommel: Mundartsammlung des Jülicher Landes, 1997, ISBN 3-87227-062-1
- Hartwig Neumann: Stadt und Festung Jülich auf bildlichen Darstellungen, Bonn 1991. ISBN 3-7637-5863-1
- Gabriele Spelthahn: An der Synagoge - Jülich und der Holocaust, 1997, ISBN 3-930808-08-0